# Mimasura tripuncta
Mimasura tripuncta är en fjärilsart som beskrevs av George Francis Hampson 1902. Mimasura tripuncta ingår i släktet Mimasura och familjen nattflyn. Inga underarter finns listade i Catalogue of Life.